# Élections municipales de 2013 dans Arthabaska
Pour un article plus général, voir Élections municipales de 2013 dans le Centre-du-Québec.
Cet article concerne les élections municipales de 2013 dans le Centre-du-Québec dans la municipalité régionale de comté d'Arthabaska.

## Chesterville
| Candidats pour la mairie | Vote            | %               |
| ------------------------ | --------------- | --------------- |
| Maryse Beauchesne        | Sans opposition | Sans opposition |

| Candidats conseiller #1 | Vote            | %               |
| ----------------------- | --------------- | --------------- |
| Antony Ramsay (Sortant) | Sans opposition | Sans opposition |

| Candidats conseiller #2 | Vote            | %               |
| ----------------------- | --------------- | --------------- |
| Daniel Martel           | Sans opposition | Sans opposition |

| Candidats conseiller #3 | Vote            | %               |
| ----------------------- | --------------- | --------------- |
| Olivier Champagne       | Sans opposition | Sans opposition |

| Candidats conseiller #4 | Vote            | %               |
| ----------------------- | --------------- | --------------- |
| Martin Gagnon (Sortant) | Sans opposition | Sans opposition |

| Candidats conseiller #5 | Vote            | %               |
| ----------------------- | --------------- | --------------- |
| Geneviève Campagna      | Sans opposition | Sans opposition |

| Candidats conseiller #6 | Vote            | %               |
| ----------------------- | --------------- | --------------- |
| Denis Leclerc (Sortant) | Sans opposition | Sans opposition |

## Daveluyville
| Candidats pour la mairie       | Vote | %     |
| ------------------------------ | ---- | ----- |
| Antoine Tardif                 | 308  | 66,38 |
| Gilles LaBarre (Sortant)       | 79   | 17,03 |
| Pierre Gingras                 | 77   | 16,59 |
| Taux de participation : 64,6 % |      |       |

| Candidats conseiller #1     | Vote            | %               |
| --------------------------- | --------------- | --------------- |
| François Robidoux (Sortant) | Sans opposition | Sans opposition |

| Candidats conseiller #2 | Vote | %     |
| ----------------------- | ---- | ----- |
| Antoine Cormier         | 300  | 66,82 |
| Marie-France Gauthier   | 149  | 33,18 |

| Candidats conseiller #3 | Vote | %     |
| ----------------------- | ---- | ----- |
| Marie-Ève Crochetière   | 370  | 81,68 |
| Henri-Paul Désilets     | 83   | 18,32 |

| Candidats conseiller #4  | Vote | %     |
| ------------------------ | ---- | ----- |
| Hélène Laforest          | 248  | 56,11 |
| Danielle Paillé Deshaies | 194  | 43,89 |

| Candidats conseiller #5        | Vote | %     |
| ------------------------------ | ---- | ----- |
| Sylvain Demontigny             | 311  | 68,81 |
| Gabrielle Levasseur Beauchesne | 141  | 31,19 |

| Candidats conseiller #1 | Vote            | %               |
| ----------------------- | --------------- | --------------- |
| Alain Raymond (Sortant) | Sans opposition | Sans opposition |

Regroupement de Daveluyville avec la municipalité de Sainte-Anne-du-Sault en 2016.
- Le maire de Daveluyville, Antoine Tardif, démissionne pour devenir attaché politique du député conservateur de Richmond—Arthabaska Alain Rayes[1].
- Le maire de Sainte-Anne-du-Sault, Ghislain Noël, devient maire de la nouvelle ville de Daveluyville[1].

## Kingsey Falls
| Candidats pour la mairie           | Vote | %     |
| ---------------------------------- | ---- | ----- |
| Micheline Pinard-Lampron (Sortant) | 574  | 71,75 |
| Éric St-Laurent                    | 228  | 28,43 |
| Taux de participation : 52,7 %     |      |       |

| Candidats conseiller #1     | Vote            | %               |
| --------------------------- | --------------- | --------------- |
| Christian Tisluck (Sortant) | Sans opposition | Sans opposition |

| Candidats conseiller #2  | Vote            | %               |
| ------------------------ | --------------- | --------------- |
| Christian Côté (Sortant) | Sans opposition | Sans opposition |

| Candidats conseiller #3  | Vote            | %               |
| ------------------------ | --------------- | --------------- |
| Alain Ducharme (Sortant) | Sans opposition | Sans opposition |

| Candidats conseiller #4 | Vote | %     |
| ----------------------- | ---- | ----- |
| Marie-Josée Pleau       | 472  | 60,67 |
| Karl Rioux              | 306  | 39,33 |

| Candidats conseiller #5 | Vote | %     |
| ----------------------- | ---- | ----- |
| Krystel Houle-Plante    | 449  | 58,09 |
| Jeanne Labbé            | 324  | 41,91 |

| Candidats conseiller #1 | Vote            | %               |
| ----------------------- | --------------- | --------------- |
| Luc Duval (Sortant)     | Sans opposition | Sans opposition |

## Maddington
| Candidats pour la mairie       | Vote | %     |
| ------------------------------ | ---- | ----- |
| Ghislain Brûlé                 | 145  | 51,60 |
| Normand Soucy (Sortant)        | 136  | 48,40 |
| Taux de participation : 77,3 % |      |       |

| Candidats conseiller #1    | Vote            | %               |
| -------------------------- | --------------- | --------------- |
| Bernard Philipps (Sortant) | Sans opposition | Sans opposition |

| Candidats conseiller #2 | Vote | %     |
| ----------------------- | ---- | ----- |
| Diane Mercier           | 159  | 56,99 |
| Réjane Blais            | 120  | 43,01 |

| Candidats conseiller #3       | Vote | %     |
| ----------------------------- | ---- | ----- |
| Alain Hamel                   | 162  | 59,12 |
| Jean-Yves Rochefort (Sortant) | 112  | 40,88 |

| Candidats conseiller #4 | Vote            | %               |
| ----------------------- | --------------- | --------------- |
| Gaétan Légaré (Sortant) | Sans opposition | Sans opposition |

| Candidats conseiller #5 | Vote            | %               |
| ----------------------- | --------------- | --------------- |
| Patrice Morin           | Sans opposition | Sans opposition |

| Candidats conseiller #6 | Vote | %     |
| ----------------------- | ---- | ----- |
| André Rheault (Sortant) | 165  | 59,78 |
| Michel Boucher          | 111  | 40,22 |

## Notre-Dame-de-Ham
| Candidats pour la mairie   | Vote            | %               |
| -------------------------- | --------------- | --------------- |
| France Mc Sween (Sortante) | Sans opposition | Sans opposition |

| Candidats conseiller #1   | Vote            | %               |
| ------------------------- | --------------- | --------------- |
| Johanne Allard (Sortante) | Sans opposition | Sans opposition |

| Candidats conseiller #2 | Vote            | %               |
| ----------------------- | --------------- | --------------- |
| Lise Nolette (Sortante) | Sans opposition | Sans opposition |

| Candidats conseiller #3   | Vote            | %               |
| ------------------------- | --------------- | --------------- |
| Pascal Paquette (Sortant) | Sans opposition | Sans opposition |

| Candidats conseiller #4 | Vote            | %               |
| ----------------------- | --------------- | --------------- |
| Guy Hudon (Sortant)     | Sans opposition | Sans opposition |

| Candidats conseiller #5 | Vote            | %               |
| ----------------------- | --------------- | --------------- |
| Nancy Delisle           | Sans opposition | Sans opposition |

| Candidats conseiller #6    | Vote            | %               |
| -------------------------- | --------------- | --------------- |
| Jean-Luc Lavigne (Sortant) | Sans opposition | Sans opposition |

## Saint-Albert
| Candidats pour la mairie  | Vote            | %               |
| ------------------------- | --------------- | --------------- |
| Alain St-Pierre (Sortant) | Sans opposition | Sans opposition |

| Candidats conseiller #1 | Vote | %     |
| ----------------------- | ---- | ----- |
| Dominique Poulin        | 276  | 68,32 |
| Francis Croteau         | 128  | 31,68 |

| Candidats conseiller #2 | Vote            | %               |
| ----------------------- | --------------- | --------------- |
| Mélanie Vogt (Sortante) | Sans opposition | Sans opposition |

| Candidats conseiller #3   | Vote            | %               |
| ------------------------- | --------------- | --------------- |
| Colette Gagnon (Sortante) | Sans opposition | Sans opposition |

| Candidats conseiller #4   | Vote            | %               |
| ------------------------- | --------------- | --------------- |
| Michel Ducharme (Sortant) | Sans opposition | Sans opposition |

| Candidats conseiller #5 | Vote | %     |
| ----------------------- | ---- | ----- |
| Alexandre Bergeron      | 211  | 52,75 |
| Jean-Philippe Bibeau    | 189  | 47,25 |

| Candidats conseiller #6  | Vote            | %               |
| ------------------------ | --------------- | --------------- |
| Diane Kirouac (Sortante) | Sans opposition | Sans opposition |

## Saint-Christophe-d'Arthabaska
| Candidats pour la mairie | Vote            | %               |
| ------------------------ | --------------- | --------------- |
| Michel Larochelle        | Sans opposition | Sans opposition |

| Candidats conseiller #1 | Vote            | %               |
| ----------------------- | --------------- | --------------- |
| Jean-Philippe Angers    | Sans opposition | Sans opposition |

| Candidats conseiller #2 | Vote            | %               |
| ----------------------- | --------------- | --------------- |
| Bertrand Martineau      | Sans opposition | Sans opposition |

| Candidats conseiller #3 | Vote            | %               |
| ----------------------- | --------------- | --------------- |
| Jean Roberge            | Sans opposition | Sans opposition |

| Candidats conseiller #4 | Vote | %     |
| ----------------------- | ---- | ----- |
| Simon Arsenault         | 88   | 76,52 |
| Dominique Bisson        | 27   | 23,48 |

| Candidats conseiller #5     | Vote            | %               |
| --------------------------- | --------------- | --------------- |
| Stéphane Bilodeau (Sortant) | Sans opposition | Sans opposition |

| Candidats conseiller #1 | Vote            | %               |
| ----------------------- | --------------- | --------------- |
| Réjean Arsenault        | Sans opposition | Sans opposition |

## Saint-Louis-de-Blandford
| Candidats pour la mairie  | Vote            | %               |
| ------------------------- | --------------- | --------------- |
| Gilles Marchand (Sortant) | Sans opposition | Sans opposition |

| Candidats conseiller #1            | Vote            | %               |
| ---------------------------------- | --------------- | --------------- |
| Jean-François Desrosiers (Sortant) | Sans opposition | Sans opposition |

| Candidats conseiller #2    | Vote            | %               |
| -------------------------- | --------------- | --------------- |
| Étienne Veilleux (Sortant) | Sans opposition | Sans opposition |

| Candidats conseiller #3   | Vote            | %               |
| ------------------------- | --------------- | --------------- |
| Sylvie Gélinas (Sortante) | Sans opposition | Sans opposition |

| Candidats conseiller #4 | Vote | %     |
| ----------------------- | ---- | ----- |
| Nicolas Dufresne        | 84   | 53,50 |
| Claudia Moisan          | 73   | 46,50 |

| Candidats conseiller #5 | Vote            | %               |
| ----------------------- | --------------- | --------------- |
| Lise Dubuc (Sortante)   | Sans opposition | Sans opposition |

| Candidats conseiller #6 | Vote            | %               |
| ----------------------- | --------------- | --------------- |
| Mathieu Malenfant       | Sans opposition | Sans opposition |

## Saint-Norbert-d'Arthabaska
| Candidats pour la mairie       | Vote | %     |
| ------------------------------ | ---- | ----- |
| Alain Tourigny                 | 344  | 66,41 |
| Jacques Cormier                | 174  | 33,59 |
| Taux de participation : 55,9 % |      |       |

| Candidats conseiller #1 | Vote            | %               |
| ----------------------- | --------------- | --------------- |
| Mario Boilard (Sortant) | Sans opposition | Sans opposition |

| Candidats conseiller #2 | Vote | %     |
| ----------------------- | ---- | ----- |
| Daniel Moreau (Sortant) | 288  | 55,60 |
| Bertrand Alain          | 230  | 44,40 |

| Candidats conseiller #3 | Vote | %     |
| ----------------------- | ---- | ----- |
| Corine Allimann         | 375  | 73,53 |
| Paul-André Laroche      | 135  | 26,47 |

| Candidats conseiller #4 | Vote | %     |
| ----------------------- | ---- | ----- |
| Sandra Boilard          | 292  | 57,37 |
| Luc Nadeau              | 217  | 42,63 |

| Candidats conseiller #5     | Vote            | %               |
| --------------------------- | --------------- | --------------- |
| Alexandre Gardner (Sortant) | Sans opposition | Sans opposition |

| Candidats conseiller #6 | Vote | %     |
| ----------------------- | ---- | ----- |
| Frédéric Gamache        | 302  | 58,87 |
| Mélanie Imbeault        | 211  | 41,13 |

## Saint-Rosaire
| Candidats pour la mairie | Vote            | %               |
| ------------------------ | --------------- | --------------- |
| Harold Poisson (Sortant) | Sans opposition | Sans opposition |

| Candidats conseiller #1  | Vote            | %               |
| ------------------------ | --------------- | --------------- |
| Jacques Dubois (Sortant) | Sans opposition | Sans opposition |

| Candidats conseiller #2 | Vote            | %               |
| ----------------------- | --------------- | --------------- |
| Katherine St-Pierre     | Sans opposition | Sans opposition |

| Candidats conseiller #3  | Vote | %     |
| ------------------------ | ---- | ----- |
| Rolland Allard (Sortant) | 227  | 75,42 |
| Karine Lambert-Gendron   | 74   | 24,58 |

| Candidats conseiller #4   | Vote | %     |
| ------------------------- | ---- | ----- |
| Johanne Gagnon (Sortante) | 221  | 74,41 |
| Annie Blanchette          | 76   | 25,59 |

| Candidats conseiller #5 | Vote            | %               |
| ----------------------- | --------------- | --------------- |
| Simon Rochefort         | Sans opposition | Sans opposition |

| Candidats conseiller #6 | Vote            | %               |
| ----------------------- | --------------- | --------------- |
| Marc Lavigne (Sortant)  | Sans opposition | Sans opposition |

## Saint-Rémi-de-Tingwick
| Candidats pour la mairie  | Vote            | %               |
| ------------------------- | --------------- | --------------- |
| Estelle Luneau (Sortante) | Sans opposition | Sans opposition |

| Candidats conseiller #1 | Vote | %     |
| ----------------------- | ---- | ----- |
| Murielle Lallier        | 174  | 70,73 |
| Mario Halley            | 72   | 29,27 |

| Candidats conseiller #2 | Vote            | %               |
| ----------------------- | --------------- | --------------- |
| Yves Champoux (Sortant) | Sans opposition | Sans opposition |

| Candidats conseiller #3 | Vote | %     |
| ----------------------- | ---- | ----- |
| Gilles Drolet (Sortant) | 150  | 60,98 |
| Brigitte Nadeau         | 96   | 39,02 |

| Candidats conseiller #4       | Vote            | %               |
| ----------------------------- | --------------- | --------------- |
| Jean-Pierre Sinotte (Sortant) | Sans opposition | Sans opposition |

| Candidats conseiller #5   | Vote            | %               |
| ------------------------- | --------------- | --------------- |
| Richard Roberge (Sortant) | Sans opposition | Sans opposition |

| Candidats conseiller #6 | Vote            | %               |
| ----------------------- | --------------- | --------------- |
| Normand Paquin          | Sans opposition | Sans opposition |

## Saint-Samuel
| Candidats pour la mairie | Vote            | %               |
| ------------------------ | --------------- | --------------- |
| Denis Lampron            | Sans opposition | Sans opposition |

| Candidats conseiller #1 | Vote            | %               |
| ----------------------- | --------------- | --------------- |
| Simon Garneau           | Sans opposition | Sans opposition |

| Candidats conseiller #2     | Vote            | %               |
| --------------------------- | --------------- | --------------- |
| Grégoire Bergeron (Sortant) | Sans opposition | Sans opposition |

| Candidats conseiller #3 | Vote            | %               |
| ----------------------- | --------------- | --------------- |
| Nancy Bergeron          | Sans opposition | Sans opposition |

| Candidats conseiller #4 | Vote            | %               |
| ----------------------- | --------------- | --------------- |
| Léo Gauthier (Sortant)  | Sans opposition | Sans opposition |

| Candidats conseiller #5  | Vote            | %               |
| ------------------------ | --------------- | --------------- |
| Manon Beaudet (Sortante) | Sans opposition | Sans opposition |

| Candidats conseiller #6 | Vote            | %               |
| ----------------------- | --------------- | --------------- |
| André Désilets          | Sans opposition | Sans opposition |

## Saint-Valère
| Candidats pour la mairie | Vote            | %               |
| ------------------------ | --------------- | --------------- |
| Louis Hébert (Sortant)   | Sans opposition | Sans opposition |

| Candidats conseiller #1     | Vote            | %               |
| --------------------------- | --------------- | --------------- |
| Yannick Trépanier (Sortant) | Sans opposition | Sans opposition |

| Candidats conseiller #2 | Vote | %     |
| ----------------------- | ---- | ----- |
| Yvon Martel (Sortant)   | 233  | 62,47 |
| François A. Bergeron    | 140  | 37,35 |

| Candidats conseiller #3   | Vote            | %               |
| ------------------------- | --------------- | --------------- |
| Claude Bourassa (Sortant) | Sans opposition | Sans opposition |

| Candidats conseiller #4 | Vote | %     |
| ----------------------- | ---- | ----- |
| Denis Bergeron          | 217  | 57,11 |
| Lorraine Langlois       | 163  | 42,89 |

| Candidats conseiller #5     | Vote            | %               |
| --------------------------- | --------------- | --------------- |
| Marcel Larochelle (Sortant) | Sans opposition | Sans opposition |

| Candidats conseiller #6 | Vote            | %               |
| ----------------------- | --------------- | --------------- |
| Mireille Brûlé          | Sans opposition | Sans opposition |

## Sainte-Clotilde-de-Horton
| Partis                         | Partis                                              | Candidats pour la mairie  | Vote | %     |
| ------------------------------ | --------------------------------------------------- | ------------------------- | ---- | ----- |
|                                | Équipe Simon Boucher, citoyens(nes) Sainte-Clotilde | Simon Boucher             | 541  | 62,26 |
|                                | Indépendant                                         | Marie Désilets (Sortante) | 328  | 37,74 |
| Taux de participation : 68,6 % |                                                     |                           |      |       |

| Partis | Partis       | Candidats conseiller #1  | Vote | %     |
| ------ | ------------ | ------------------------ | ---- | ----- |
|        | Indépendant  | Patrice Pinard (Sortant) | 619  | 74,49 |
|        | Indépendante | Catherine Basque         | 212  | 25,51 |

| Partis | Partis                                              | Candidats conseiller #2          | Vote | %     |
| ------ | --------------------------------------------------- | -------------------------------- | ---- | ----- |
|        | Équipe Simon Boucher, citoyens(nes) Sainte-Clotilde | Sylvie Michèle Houle             | 494  | 57,38 |
|        | Indépendante                                        | Francine L. Champagne (Sortante) | 367  | 42,62 |

| Partis | Partis                                              | Candidats conseiller #3 | Vote | %     |
| ------ | --------------------------------------------------- | ----------------------- | ---- | ----- |
|        | Équipe Simon Boucher, citoyens(nes) Sainte-Clotilde | Michel Bernier          | 516  | 59,86 |
|        | Indépendante                                        | Patricia Caron          | 346  | 40,14 |

| Partis | Partis                                              | Candidats conseiller #4 | Vote | %     |
| ------ | --------------------------------------------------- | ----------------------- | ---- | ----- |
|        | Équipe Simon Boucher, citoyens(nes) Sainte-Clotilde | Julie Ricard            | 569  | 66,09 |
|        | Indépendant                                         | Léo Benoît (Sortant)    | 292  | 33,91 |

| Partis | Partis                                              | Candidats conseiller #5     | Vote | %     |
| ------ | --------------------------------------------------- | --------------------------- | ---- | ----- |
|        | Équipe Simon Boucher, citoyens(nes) Sainte-Clotilde | Nathalie Talbot             | 538  | 62,56 |
|        | Indépendante                                        | Liette Desfossés (Sortante) | 322  | 37,44 |

| Partis | Partis                                              | Candidats conseiller #6 | Vote | %     |
| ------ | --------------------------------------------------- | ----------------------- | ---- | ----- |
|        | Équipe Simon Boucher, citoyens(nes) Sainte-Clotilde | David Deshaies          | 530  | 61,63 |
|        | Indépendant                                         | David Aucoin (Sortant)  | 330  | 38,37 |

## Sainte-Hélène-de-Chester
| Candidats pour la mairie   | Vote            | %               |
| -------------------------- | --------------- | --------------- |
| Lionel Fréchette (Sortant) | Sans opposition | Sans opposition |

| Candidats conseiller #1 | Vote            | %               |
| ----------------------- | --------------- | --------------- |
| Pierre Goulet (Sortant) | Sans opposition | Sans opposition |

| Candidats conseiller #2 | Vote            | %               |
| ----------------------- | --------------- | --------------- |
| Claudelle Côté          | Sans opposition | Sans opposition |

| Candidats conseiller #3 | Vote            | %               |
| ----------------------- | --------------- | --------------- |
| Pierre Vaillancourt     | Sans opposition | Sans opposition |

| Candidats conseiller #4 | Vote            | %               |
| ----------------------- | --------------- | --------------- |
| Yvan Riopel (Sortant)   | Sans opposition | Sans opposition |

| Candidats conseiller #5    | Vote            | %               |
| -------------------------- | --------------- | --------------- |
| Ginette Lambert (Sortante) | Sans opposition | Sans opposition |

| Candidats conseiller #6 | Vote            | %               |
| ----------------------- | --------------- | --------------- |
| Robert Allaire          | Sans opposition | Sans opposition |

## Sainte-Séraphine
| Partis                         | Partis        | Candidats pour la mairie | Vote | %     |
| ------------------------------ | ------------- | ------------------------ | ---- | ----- |
|                                | Indépendant   | David Vincent            | 188  | 61,64 |
|                                | Équipe Moreau | André Moreau             | 117  | 38,36 |
| Taux de participation : 89,4 % |               |                          |      |       |

| Partis | Partis        | Candidats conseiller #1 | Vote | %     |
| ------ | ------------- | ----------------------- | ---- | ----- |
|        | Indépendant   | Mathieu Allard          | 173  | 57,67 |
|        | Équipe Moreau | Daniel Coupal           | 127  | 42,33 |

| Partis | Partis        | Candidats conseiller #2 | Vote | %     |
| ------ | ------------- | ----------------------- | ---- | ----- |
|        | Indépendant   | Alexandre Talbot        | 169  | 55,41 |
|        | Équipe Moreau | Sylvie Tyers            | 98   | 32,13 |
|        | Indépendant   | Martin Lambert          | 38   | 12,46 |

| Partis | Partis        | Candidats conseiller #3 | Vote | %     |
| ------ | ------------- | ----------------------- | ---- | ----- |
|        | Indépendant   | Sylvain Plante          | 196  | 64,26 |
|        | Équipe Moreau | Yves Daunais            | 109  | 35,74 |

| Partis | Partis        | Candidats conseiller #4     | Vote | %     |
| ------ | ------------- | --------------------------- | ---- | ----- |
|        | Indépendant   | Sarah Bellavance (Sortante) | 172  | 56,03 |
|        | Équipe Moreau | Louise Bourgeois            | 135  | 43,97 |

| Partis | Partis      | Candidats conseiller #5   | Vote            | %               |
| ------ | ----------- | ------------------------- | --------------- | --------------- |
|        | Indépendant | Sylvie Lejeune (Sortante) | Sans opposition | Sans opposition |

| Partis | Partis        | Candidats conseiller #6  | Vote | %     |
| ------ | ------------- | ------------------------ | ---- | ----- |
|        | Indépendant   | Martial Vincent          | 158  | 51,80 |
|        | Équipe Moreau | Michel Vincent (Sortant) | 147  | 48,20 |

## Sainte-Élizabeth-de-Warwick
| Candidats pour la mairie | Vote            | %               |
| ------------------------ | --------------- | --------------- |
| Luc Le Blanc (Sortant)   | Sans opposition | Sans opposition |

| Candidats conseiller #1 | Vote            | %               |
| ----------------------- | --------------- | --------------- |
| Stéphanie Laplante      | Sans opposition | Sans opposition |

| Candidats conseiller #2 | Vote            | %               |
| ----------------------- | --------------- | --------------- |
| Lyne Mailhot (Sortante) | Sans opposition | Sans opposition |

| Candidats conseiller #3    | Vote            | %               |
| -------------------------- | --------------- | --------------- |
| Jeannine Moisan (Sortante) | Sans opposition | Sans opposition |

| Candidats conseiller #4 | Vote            | %               |
| ----------------------- | --------------- | --------------- |
| Dany Carier             | Sans opposition | Sans opposition |

| Candidats conseiller #5     | Vote            | %               |
| --------------------------- | --------------- | --------------- |
| Gérard Beauchesne (Sortant) | Sans opposition | Sans opposition |

| Candidats conseiller #6 | Vote            | %               |
| ----------------------- | --------------- | --------------- |
| André Bougie (Sortant)  | Sans opposition | Sans opposition |

- Décès du maire Luc Le Blanc le 25 janvier 2017[2].
- Jeannine Moisan, conseillère #3, devient mairesse de la municipalité[3].

## Saints-Martyrs-Canadiens
|             | Élection (2009) | Dissolution (2013)                                                                            | Élection (2013)                                                                           |
| Maire       |                 | André Henri                                                                                   | André Henri                                                                               |
| Conseillers |                 | Michel Prince Christine Marchand Gabrielle Carisse Serge Breton Michel Dumont Pierre Boisvert | Michel Prince Christine Marchand Remy Larouche Serge Breton Michel Dumont Pierre Boisvert |

| André Henri (Sortant)          | 172 | 63,47 |
| Jacques Parenteau              | 99  | 36,53 |
| Réal Tremblay                  | 0   | 0     |
| Taux de participation : 78,3 % |     |       |

| Candidats conseiller #1 | Vote            | %               |
| ----------------------- | --------------- | --------------- |
| Michel Prince (Sortant) | Sans opposition | Sans opposition |

| Candidats conseiller #2       | Vote            | %               |
| ----------------------------- | --------------- | --------------- |
| Christine Marchand (Sortante) | Sans opposition | Sans opposition |

| Candidats conseiller #3 | Vote | %     |
| ----------------------- | ---- | ----- |
| Remy Larouche           | 160  | 59,93 |
| Laurier St-Onge         | 107  | 40,07 |

| Candidats conseiller #4 | Vote            | %               |
| ----------------------- | --------------- | --------------- |
| Serge Breton (Sortant)  | Sans opposition | Sans opposition |

| Candidats conseiller #5 | Vote | %     |
| ----------------------- | ---- | ----- |
| Michel Dumont (Sortant) | 154  | 57,04 |
| Huguette Gallant        | 116  | 42,96 |

| Candidats conseiller #6   | Vote            | %               |
| ------------------------- | --------------- | --------------- |
| Pierre Boisvert (Sortant) | Sans opposition | Sans opposition |

- Décès de Michel Dumont (conseiller #5) en 2017[4].

## Tingwick
|             | Élection (2009) | Dissolution (2013)                                                                      | Élection (2013)                                                                                                  |
| Maire       |                 | Paul-Émile Simoneau                                                                     | Réal Fortin |
| Conseillers |                 | Pierrette Allison Marc Corriveau André Bourassa Yve Roux Gaétan Hinse Jocelyn De Serres | Marcel (Bill) Langlois Ghislain (Méo) Gagnon Gaston Simoneau Guillaume Hinse Gervais Ouellette Suzanne Forestier |

| Partis                         | Partis                | Candidats pour la mairie | Vote | %     |
| ------------------------------ | --------------------- | ------------------------ | ---- | ----- |
|                                | Équipe de Réal Fortin | Réal Fortin              | 499  | 63,32 |
|                                | Indépendant           | Jeanot Lavallée          | 289  | 36,68 |
| Taux de participation : 62,9 % |                       |                          |      |       |

| Partis | Partis                | Candidats conseiller #1 | Vote | %     |
| ------ | --------------------- | ----------------------- | ---- | ----- |
|        | Équipe de Réal Fortin | Marcel (Bill) Langlois  | 407  | 51,78 |
|        | Indépendante          | Maureen Martimneau      | 379  | 48,22 |

| Partis | Partis                | Candidats conseiller #2 | Vote | %     |
| ------ | --------------------- | ----------------------- | ---- | ----- |
|        | Équipe de Réal Fortin | Ghislain (Méo) Gagnon   | 442  | 56,59 |
|        | Indépendant           | Sylvain Hinse           | 339  | 43,41 |

| Partis | Partis                | Candidats conseiller #3 | Vote | %     |
| ------ | --------------------- | ----------------------- | ---- | ----- |
|        | Équipe de Réal Fortin | Gaston Simoneau         | 488  | 61,62 |
|        | Indépendante          | Jennifer Sorel          | 304  | 38,38 |

| Partis | Partis                | Candidats conseiller #4  | Vote | %     |
| ------ | --------------------- | ------------------------ | ---- | ----- |
|        | Équipe de Réal Fortin | Guillaume Hinse          | 430  | 55,20 |
|        | Indépendant           | Marc Corriveau (Sortant) | 349  | 44,80 |

| Partis | Partis                | Candidats conseiller #5 | Vote | %     |
| ------ | --------------------- | ----------------------- | ---- | ----- |
|        | Équipe de Réal Fortin | Gervais Ouellette       | 532  | 68,65 |
|        | Indépendant           | Denis Pellerin          | 243  | 31,35 |

| Partis | Partis                | Candidats conseiller #6 | Vote | %     |
| ------ | --------------------- | ----------------------- | ---- | ----- |
|        | Équipe de Réal Fortin | Suzanne Forestier       | 426  | 54,27 |
|        | Indépendant           | Denis Lanchance         | 359  | 45,73 |

- Démission de Gaston Simoneau (conseiller #3) pour cause de d'apparence de collusion sur certains contrats le 5 juin 2017[5].

## Victoriaville
| Candidats pour la mairie | Vote            | %               |
| ------------------------ | --------------- | --------------- |
| Alain Rayes (Sortant)    | Sans opposition | Sans opposition |

| Candidats district du Parc-de-L'Amitié (1) | Vote  | %     |
| ------------------------------------------ | ----- | ----- |
| Caroline Pilon (Sortante)                  | 1 421 | 66,65 |
| Éric Gardner                               | 711   | 33,35 |

| Candidats district du Parc-de-L'Île (2) | Vote | %     |
| --------------------------------------- | ---- | ----- |
| Benoit Gauthier                         | 740  | 63,46 |
| Jacques Daigle                          | 426  | 36,54 |

| Candidats district Charles-Édouard-Mailhot (3) | Vote | %     |
| ---------------------------------------------- | ---- | ----- |
| Patrick Paulin                                 | 420  | 38,53 |
| Christian Angers                               | 341  | 31,28 |
| Mario Houle                                    | 219  | 20,09 |
| Antoine Potvin                                 | 110  | 10,09 |

| Candidats district de Sainte-Famille (4) | Vote | %     |
| ---------------------------------------- | ---- | ----- |
| Alexandre Côté (Sortant)                 | 926  | 81,73 |
| Alexandre Luneau                         | 113  | 9,97  |
| François Fillion                         | 94   | 8,30  |

| Candidats district du Parc-Terre-des-Jeuens (5) | Vote | %     |
| ----------------------------------------------- | ---- | ----- |
| France Auger (Sortante)                         | 920  | 71,60 |
| Francis Carignan                                | 365  | 28,40 |

| Candidats district du Parc-Victoria (6) | Vote | %     |
| --------------------------------------- | ---- | ----- |
| Marc Morin (Sortant)                    | 677  | 58,26 |
| André Guillemette                       | 485  | 41,74 |

| Candidats district de Sainte-Victoire (7) | Vote            | %               |
| ----------------------------------------- | --------------- | --------------- |
| Claude Brulotte                           | Sans opposition | Sans opposition |

| Candidats district d'Arthabaska-Nord (8) | Vote            | %               |
| ---------------------------------------- | --------------- | --------------- |
| Denis Morin (Sortant)                    | Sans opposition | Sans opposition |

| Candidats district d'Arthabaska-Ouest (9) | Vote | %     |
| ----------------------------------------- | ---- | ----- |
| Gilles Lafontaine (Sortant)               | 905  | 71,32 |
| Charles Boulanger                         | 364  | 28,68 |

| Candidats district d'Arthabaska-Est (10) | Vote            | %               |
| ---------------------------------------- | --------------- | --------------- |
| Christian Lettre (Sortant)               | Sans opposition | Sans opposition |

Élection partielle au poste de maire le 21 février 2016
- Déclenchée en raison de la démission du maire Alain Rayes pour devenir député conservateur de Richmond—Arthabaska le 19 octobre 2015[6].
- Élection d'André Bellavance, ancien député bloquiste de Richmond—Arthabaska de 2004 à 2015, au poste de maire[6],[7].

| Candidats pour la mairie                     | Vote  | %     |
| -------------------------------------------- | ----- | ----- |
| André Bellavance                             | 9 219 | 74,98 |
| André Guillemette                            | 1 522 | 12,38 |
| Gilles Lafontaine (Sortant d'un autre poste) | 1 270 | 10,33 |
| Simon Roux                                   | 235   | 1,91  |
| Taux de participation : 34,18 %              |       |       |

Élection partielle au poste de conseiller district #9 (Arthabaska-Ouest) le 17 avril 2016
- Déclenchée en raison de la démission de Gilles Lafontaine, conseiller #9, pour se devenir candidat à la mairie lors des élections partielles de 2016[6].
- Élection de Michael Provencher au poste de conseiller du district 9[8].

| Candidats pour la mairie        | Vote | %     |
| ------------------------------- | ---- | ----- |
| Michael Provencher              | 550  | 85,01 |
| François Carignan               | 88   | 13,60 |
| René Martineau                  | 9    | 1,39  |
| Taux de participation : 20,81 % |      |       |

## Warwick
| Diego Scalzo (Sortant d'un autre poste) | 1 144 | 56,00 |
| Dominic Fournier                        | 899   | 44,00 |
| Taux de participation : 56,1 %          |       |       |

| Candidats conseiller #1  | Vote            | %               |
| ------------------------ | --------------- | --------------- |
| Charles Martel (Sortant) | Sans opposition | Sans opposition |

| Candidats conseiller #2 | Vote  | %     |
| ----------------------- | ----- | ----- |
| Noëlla Comtois          | 1 688 | 83,73 |
| Michel Croteau          | 328   | 16,27 |

| Candidats conseiller #3  | Vote | %     |
| ------------------------ | ---- | ----- |
| Stéphane Hamel (Sortant) | 845  | 41,46 |
| Jonathan Guillemette     | 666  | 32,68 |
| Harold L'Heureux         | 527  | 25,86 |

| Candidats conseiller #4  | Vote            | %               |
| ------------------------ | --------------- | --------------- |
| Pascal Lambert (Sortant) | Sans opposition | Sans opposition |

| Candidats conseiller #5    | Vote            | %               |
| -------------------------- | --------------- | --------------- |
| Martin Vaudreuil (Sortant) | Sans opposition | Sans opposition |

| Candidats conseiller #6     | Vote  | %     |
| --------------------------- | ----- | ----- |
| Étienne Begreron            | 1 440 | 70,55 |
| Richard Perreault (Sortant) | 601   | 29,45 |